# كوشكي دو (حسينية انديمشك)
کوشکي دو (بالفارسية: کوشکی دو) هي قرية تقع في إيران في قسم حسینیة الريفي. يقدر عدد سكانها بـ 58 نسمة بحسب إحصاء 2016.